# Селижарово
Селижарово (рус. Селижарово) насељено је место са административним статусом варошице (рус. посёлок городского типа) на северозападу европског дела Руске Федерације. Налази се у западном делу Тверске области и административно припада Селижаровском рејону чији је уједно и административни центар.
Према проценама националне статистичке службе, у вароши је 2014. живело 6.259 становника.

## Географија
Варошица Селижарово налази се у централном делу Валдајског побрђа, у средишту западног дела Тверске области. Лежи на обе обале реке Волге, на месту где се у њу уливају Селижаровка са леве и Песочња са десне стране. Налази се на око 190 километара западно од административног центра области града Твера.
Кроз варошицу пролази друмски правац који повезује градове Ржев и Осташков.

## Историја
У писаним изворима насеље Селижарово се први пут помиње 1504. године и све до 1764. било је у поседу Трицког манастира. Средином XIX века Селижарово је било важан трговачки центар, а посебно је била важна трговина дрветом и дрвном грађом. Прва железничка линија кроз тадашње село прошла је 1916. године.
Године 1937. административно је уређено као градска варошица. Насеље је доживело велика разарања током нацистичке окупације у Другом светском рату (окупација трајала од 20. октобра 1941. до 15. јануара 1942. године).
Недалеко од насеља је 1971. саграђен радио и телевизијски торањ висине 350 метара.

## Демографија
Према подацима са пописа становништва 2010. у вароши је живело 6.725 становника, док је према проценама за 2014. ту живело 6.259 становника.
| 1939. | 1959. | 1970. | 1979. | 1989. | 2002. | 2010. | 2014.  |
| ----- | ----- | ----- | ----- | ----- | ----- | ----- | ------ |
| ---   | 4,527 | 6,453 | 7,228 | 7,668 | 7,330 | 6,725 | 6,259* |

Напомена: * према проценама националне статистичке службе.